# Ahu Ko Te Riku

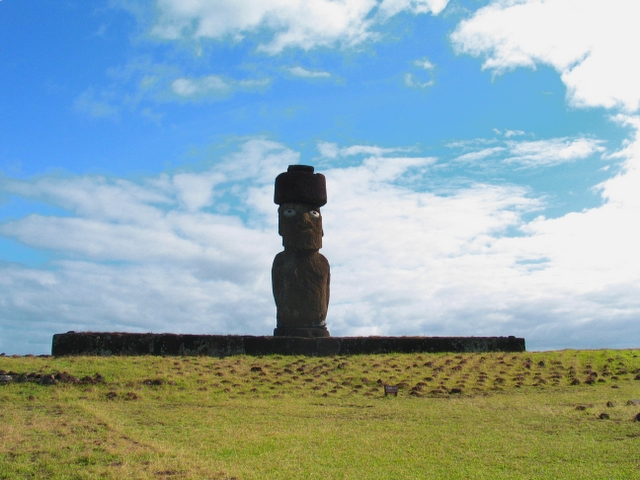
Ahu Ko Te Riku, Velikonoční ostrov.

Ahu Ko Te Riku je plošina Ahu, která se nachází v nejsevernější části kultovního komplexu Tahai, na sever od obce Hanga Roa na Velikonočním ostrově. V centru Tahai se mimo plošiny Ahu Ko Te Riku nalézají delší dvě Ahu plošiny: Ahu Vai Uri a Ahu Tahai.
Socha Moai je 4.73 m vysoká a váží zhruba 20 tun. Byla vztyčena americkým archeologem Williamem Mulloyem a je to jediná Moai na ostrově, která má oči. Jsou to však repliky, stejně jako Pukao, ozdoba hlavy, která byla vytesána ze sopečné strusky, původního materiálu, z něhož se Pukaa vyráběla a nasazena na hlavu sochy Hubertem Herzogem a Tony Saulnierem, dvěma francouzskými novináři.